# Františkov nad Ploučnicí
Františkov nad Ploučnicí (en allemand : Franzenthal-Ulgersdorf) est une commune du district de Děčín, dans la région d'Ústí nad Labem, en Tchéquie. Sa population s'élevait à 382 habitants en 2021.

## Géographie
Františkov nad Ploučnicí est arrosé par la rivière Ploučnice, un affluent de l'Elbem et se trouve à 10 km au sud-est de Děčín, à 21 km au nord-est d'Ústí nad Labem et à 73 km au nord de Prague.

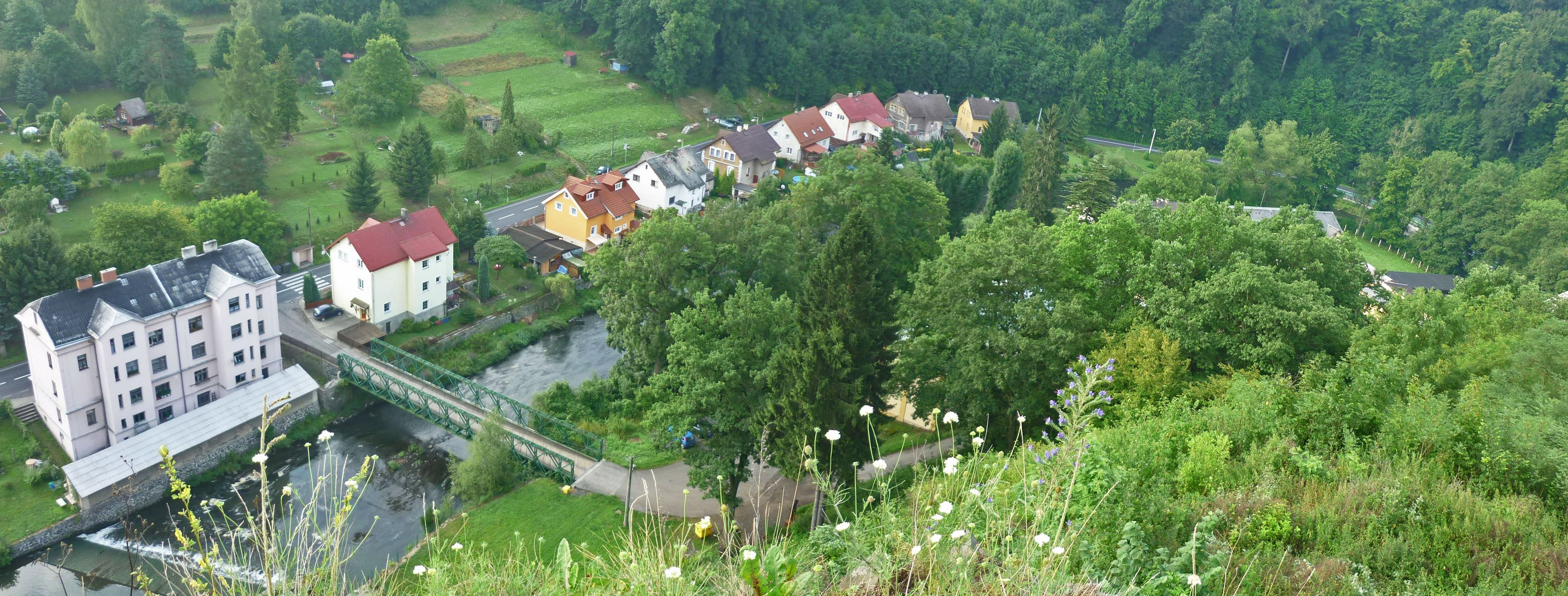
Panorama de Františkov, dans la vallée de la Ploučnice.

La commune est limitée par Benešov nad Ploučnicí et Dolní Habartice au nord, par Velká Bukovina et Starý Šachov à l'est, par Valkeřice au sud, et par Heřmanov à l'ouest .

## Histoire
La première mention écrite du village date de 1708.

## Transports
Par la route, Františkov nad Ploučnicí se trouve à 13 km de Děčín, à 30 km d'Ústí nad Labem et à 99 km de Prague.